# Petrosia canariensis
Petrosia canariensis är en svampdjursart som beskrevs av de Weerdt och van Soest 1986. Petrosia canariensis ingår i släktet Petrosia och familjen Petrosiidae. Inga underarter finns listade i Catalogue of Life.